# Ekaterimburgo
Ekaterimburgo (en ruso: Екатеринбург, Yekaterinburg, [jɪkətʲɪrʲɪnˈburk]ⓘ) (entre 1924 y 1991 fue conocida como Sverdlovsk) es una ciudad ubicada en el centro-oeste de Rusia, capital del óblast de Sverdlovsk y del distrito federal del Ural. Es la cuarta ciudad más poblada del país, después de Moscú, San Petersburgo y Novosibirsk. Se encuentra situada en la parte oriental de la cordillera de los Urales.
El 17 de julio de 1918 en la casa Ipátiev de esta ciudad fueron ejecutados el último zar ruso Nicolás II y su familia. A partir de 1924 y hasta 1991, la ciudad utilizó el nombre de Sverdlovsk en honor al político soviético Yákov Sverdlov, quien ordenó el asesinato del zar y su familia.
Es el centro administrativo, industrial, cultural, científico y educativo de la región. La Academia de las Ciencias de Rusia tiene en Ekaterimburgo la sede de su rama de los Urales y cuenta con varias instituciones científicas y educativas como la Universidad Técnica Estatal de los Urales. La ciudad dispone del Aeropuerto Internacional de Ekaterimburgo-Koltsovo y un sistema de metro inaugurado en 1991. También es una importante parada del ferrocarril Transiberiano. En Ekaterimburgo se encuentra la Comandancia del Distrito Militar Volga-Urales de las Fuerzas Terrestres de Rusia.

## Historia

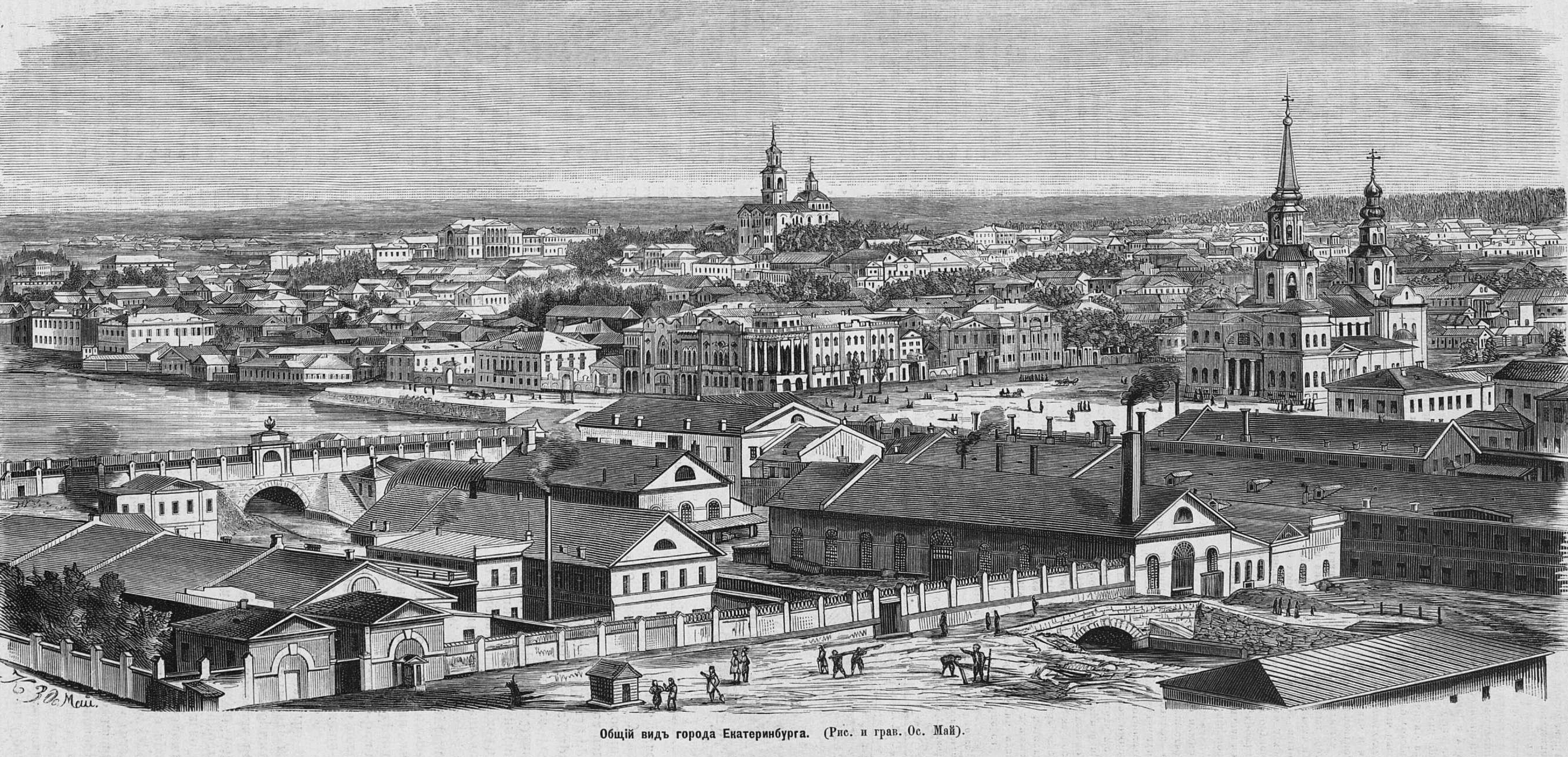
La ciudad en 1874

La ciudad fue fundada el 7 de noviembre de 1723 por Vasili Tatíschev y su nombre alude a Catalina I de Rusia, la segunda esposa del emperador Pedro el Grande, y a Santa Catalina de Alejandría.
Después de la Revolución rusa, el 17 de julio de 1918, el emperador Nicolás II, su esposa Alejandra Fiódorovna y sus hijos, las duquesas Olga, Tatiana, María, Anastasia y el zarévich Alekséi fueron ejecutados por bolcheviques en la Casa Ipátiev, situada en esta ciudad.
En la década de 1920, Ekaterimburgo se transformó en un importante centro industrial de Rusia. En esta ciudad fue construida la fábrica de maquinaria pesada más grande de Europa, la Uralmash (Уралмаш, que es un acrónimo de Уральский Машиностроительный Завод, cuya transliteración es Uralski Mashinostroítelny Zavod, literalmente "Planta de Construcción de Maquinaria de los Urales").
A partir de 1924 y hasta 1991, la ciudad utilizó el nombre de Sverdlovsk en honor al político soviético Yákov Sverdlov.

### Segunda Guerra Mundial
Durante la Segunda Guerra Mundial, muchas instituciones técnicas gubernamentales, así como fábricas enteras, fueron evacuadas a Ekaterimburgo de las áreas afectadas por la guerra (sobre todo Moscú) y muchas permanecieron en Ekaterimburgo después de terminado el conflicto bélico.
En la década de 1960, durante el régimen de Nikita Jrushchov, se construyeron muchos edificios de apartamentos de cinco plantas de diseño homogéneo en los alrededores de la ciudad, las llamadas jrushchovkas. La mayor parte de ellos todavía permanece hoy en Kírovski, Chkálovski, y otras áreas residenciales de Ekaterimburgo.

### Postguerra
El 1 de mayo de 1960, un avión espía U-2 estadounidense, pilotado por Francis Gary Powers (empleado de la CIA), fue derribado sobre el óblast de Sverdlovsk. El piloto fue capturado, enjuiciado y declarado culpable de espionaje. Fue condenado a 7 años de trabajos forzados, pero solo cumplió 1 año debido a que fue intercambiado por Rudolf Abel, un espía de la KGB de alto rango, que habían detenido en los Estados Unidos en 1957. Los 2 espías fueron cambiados en el Puente de Glienicke en Potsdam, en la por entonces dividida Alemania, el 10 de febrero de 1962.
En 1991, la ciudad recuperó su nombre tradicional, aunque su región o provincia (óblast) ha seguido conservando el viejo nombre de Sverdlovsk.

### SigloXXI
El 15 de febrero de 2013 a las 09:31, un meteorito o bólido de más de 30 toneladas, el «bólido de Cheliábinsk», cruzó Ekaterimburgo y cayó en Cheliábinsk, en el lago Chebarkul, causando 1200 heridos debido a la onda de choque. El bólido repercutió en las ciudades de Kundravy, Miass, Chebarkul, Turgoyak, Zlatoúst, Varlámovo, Magnitka, Argajasch y con poca intensidad en Ufá y Kusa.
El 24 de marzo de 2018 se demolió la torre de televisión de Ekaterimburgo, una estructura incompleta y abandonada de más de 200 metros de altura que en los últimos años había sido utilizada ilegalmente como soporte para salto base y numerosos casos de suicidio. La ciudad albergó varios partidos de la Copa Mundial de Fútbol de 2018.

## Geografía
Ekaterimburgo está situada en la parte central de Eurasia, a 1667 kilómetros al este de Moscú, y en la vertiente oriental de los montes Urales a orillas del río Iset. Dentro de los límites de la ciudad existen cuatro embalses y cuatro lagos naturales. En el área forestal del distrito Verj-Isetsky está la frontera entre Europa y Asia. El hito divisorio intercontinental se encuentra a dos kilómetros de la ciudad de Pervouralsk ubicada a 38 kilómetros al oeste de Ekaterimburgo.
La ubicación geográfica de Ekaterimburgo fue muy rentable a lo largo de la historia de Rusia y provocó un impacto positivo en el desarrollo de la ciudad. La ciudad está situada en los Urales Medios, donde las montañas son poco elevadas, lo que sirvió como condición favorable para la construcción de rutas de transporte desde Ekaterimburgo a las principales ciudades de Rusia central y Siberia (gracias principalmente al Transiberiano).
Ekaterimburgo, al igual que el resto de la región de Sverdlovsk, está en la zona horaria de Ekaterimburgo (YEKT). El desplazamiento de UTC es +6:00 y mantiene dos horas de diferencia con la capital Moscú.

### Clima
El clima de la región y la ciudad de Ekaterimburgo es continental, caracterizado por inviernos muy fríos que duran aproximadamente siete meses —finales de octubre hasta mediados de abril— y temperaturas que puede descender hasta casi los -45 °C. El verano sobre la cadena de los Urales es muy corto y dura un promedio de 50 a 64 días con una temperatura promedio de 12 °C a 24 °C, siendo bastante raro que se superen durante el día los 25 °C. Por su situación en los Urales Medios, la ciudad está abierta a la fluctuación de aire ártico frío proveniente del norte de Siberia.
| Parámetros climáticos promedio de Ekaterimburgo (normales 1991–2020, extremos 1831–presente) | Parámetros climáticos promedio de Ekaterimburgo (normales 1991–2020, extremos 1831–presente) | Parámetros climáticos promedio de Ekaterimburgo (normales 1991–2020, extremos 1831–presente) | Parámetros climáticos promedio de Ekaterimburgo (normales 1991–2020, extremos 1831–presente) | Parámetros climáticos promedio de Ekaterimburgo (normales 1991–2020, extremos 1831–presente) | Parámetros climáticos promedio de Ekaterimburgo (normales 1991–2020, extremos 1831–presente) | Parámetros climáticos promedio de Ekaterimburgo (normales 1991–2020, extremos 1831–presente) | Parámetros climáticos promedio de Ekaterimburgo (normales 1991–2020, extremos 1831–presente) | Parámetros climáticos promedio de Ekaterimburgo (normales 1991–2020, extremos 1831–presente) | Parámetros climáticos promedio de Ekaterimburgo (normales 1991–2020, extremos 1831–presente) | Parámetros climáticos promedio de Ekaterimburgo (normales 1991–2020, extremos 1831–presente) | Parámetros climáticos promedio de Ekaterimburgo (normales 1991–2020, extremos 1831–presente) | Parámetros climáticos promedio de Ekaterimburgo (normales 1991–2020, extremos 1831–presente) | Parámetros climáticos promedio de Ekaterimburgo (normales 1991–2020, extremos 1831–presente) |
| Mes                                                                                          | Ene.                                                                                         | Feb.                                                                                         | Mar.                                                                                         | Abr.                                                                                         | May.                                                                                         | Jun.                                                                                         | Jul.                                                                                         | Ago.                                                                                         | Sep.                                                                                         | Oct.                                                                                         | Nov.                                                                                         | Dic.                                                                                         | Anual                                                                                        |
| -------------------------------------------------------------------------------------------- | -------------------------------------------------------------------------------------------- | -------------------------------------------------------------------------------------------- | -------------------------------------------------------------------------------------------- | -------------------------------------------------------------------------------------------- | -------------------------------------------------------------------------------------------- | -------------------------------------------------------------------------------------------- | -------------------------------------------------------------------------------------------- | -------------------------------------------------------------------------------------------- | -------------------------------------------------------------------------------------------- | -------------------------------------------------------------------------------------------- | -------------------------------------------------------------------------------------------- | -------------------------------------------------------------------------------------------- | -------------------------------------------------------------------------------------------- |
| Temp. máx. abs. (°C)                                                                         | 5.6                                                                                          | 9.4                                                                                          | 18.1                                                                                         | 28.8                                                                                         | 34.7                                                                                         | 36.4                                                                                         | 40.0                                                                                         | 37.2                                                                                         | 31.9                                                                                         | 24.7                                                                                         | 13.5                                                                                         | 5.9                                                                                          | 40.0                                                                                         |
| Temp. máx. media (°C)                                                                        | -9.3                                                                                         | -6.6                                                                                         | 0.9                                                                                          | 10.1                                                                                         | 18.3                                                                                         | 22.6                                                                                         | 24.3                                                                                         | 21.4                                                                                         | 15.0                                                                                         | 6.9                                                                                          | -2.6                                                                                         | -7.8                                                                                         | 7.8                                                                                          |
| Temp. media (°C)                                                                             | -12.6                                                                                        | -10.8                                                                                        | -3.6                                                                                         | 4.7                                                                                          | 12.2                                                                                         | 16.9                                                                                         | 18.9                                                                                         | 16.2                                                                                         | 10.4                                                                                         | 3.6                                                                                          | -5.4                                                                                         | -10.7                                                                                        | 3.3                                                                                          |
| Temp. mín. media (°C)                                                                        | -15.5                                                                                        | -14.1                                                                                        | -7.3                                                                                         | 0.3                                                                                          | 6.9                                                                                          | 12.0                                                                                         | 14.4                                                                                         | 12.2                                                                                         | 6.8                                                                                          | 1.0                                                                                          | -7.8                                                                                         | -13.3                                                                                        | -0.4                                                                                         |
| Temp. mín. abs. (°C)                                                                         | -44.6                                                                                        | -42.4                                                                                        | -39.2                                                                                        | -21.8                                                                                        | -13.5                                                                                        | -5.3                                                                                         | 1.5                                                                                          | -2.2                                                                                         | -9.0                                                                                         | -22.0                                                                                        | -39.2                                                                                        | -44.0                                                                                        | -44.6                                                                                        |
| Precipitación total (mm)                                                                     | 25                                                                                           | 19                                                                                           | 25                                                                                           | 31                                                                                           | 47                                                                                           | 73                                                                                           | 93                                                                                           | 75                                                                                           | 45                                                                                           | 41                                                                                           | 33                                                                                           | 28                                                                                           | 535                                                                                          |
| Días de lluvias (≥ 1 mm)                                                                     | 1                                                                                            | 1                                                                                            | 5                                                                                            | 13                                                                                           | 20                                                                                           | 20                                                                                           | 19                                                                                           | 22                                                                                           | 22                                                                                           | 17                                                                                           | 6                                                                                            | 1                                                                                            | 147                                                                                          |
| Días de nevadas (≥ 1 mm)                                                                     | 26                                                                                           | 23                                                                                           | 18                                                                                           | 10                                                                                           | 4                                                                                            | 0.4                                                                                          | 0                                                                                            | 0                                                                                            | 2                                                                                            | 13                                                                                           | 23                                                                                           | 25                                                                                           | 144                                                                                          |
| Horas de sol                                                                                 | 47                                                                                           | 94                                                                                           | 164                                                                                          | 206                                                                                          | 256                                                                                          | 272                                                                                          | 269                                                                                          | 217                                                                                          | 143                                                                                          | 78                                                                                           | 51                                                                                           | 37                                                                                           | 1834                                                                                         |
| Humedad relativa (%)                                                                         | 79                                                                                           | 75                                                                                           | 68                                                                                           | 60                                                                                           | 58                                                                                           | 63                                                                                           | 68                                                                                           | 73                                                                                           | 75                                                                                           | 75                                                                                           | 78                                                                                           | 79                                                                                           | 71                                                                                           |
| Fuente n.º 1: Pogoda.ru                                                                      |                                                                                              |                                                                                              |                                                                                              |                                                                                              |                                                                                              |                                                                                              |                                                                                              |                                                                                              |                                                                                              |                                                                                              |                                                                                              |                                                                                              |                                                                                              |
| Fuente n.º 2: NOAA (horas de sol 1961–1990)                                                  |                                                                                              |                                                                                              |                                                                                              |                                                                                              |                                                                                              |                                                                                              |                                                                                              |                                                                                              |                                                                                              |                                                                                              |                                                                                              |                                                                                              |                                                                                              |

## Economía
Dada su ubicación, es un importante nudo ferroviario ya que es una de las paradas principales del ferrocarril transiberiano.
La ciudad destaca por ser, entre las que pertenecieron a la antigua Unión Soviética, la que cuenta con mayor densidad de centros comerciales: este hecho puede dar una idea del floreciente desarrollo que ha estado experimentando durante los últimos años. Además produce maquinaria pesada, acero, sustancias químicas, neumáticos, y petróleo. El tallado de gemas es una industria ligera bien desarrollada.

## Educación

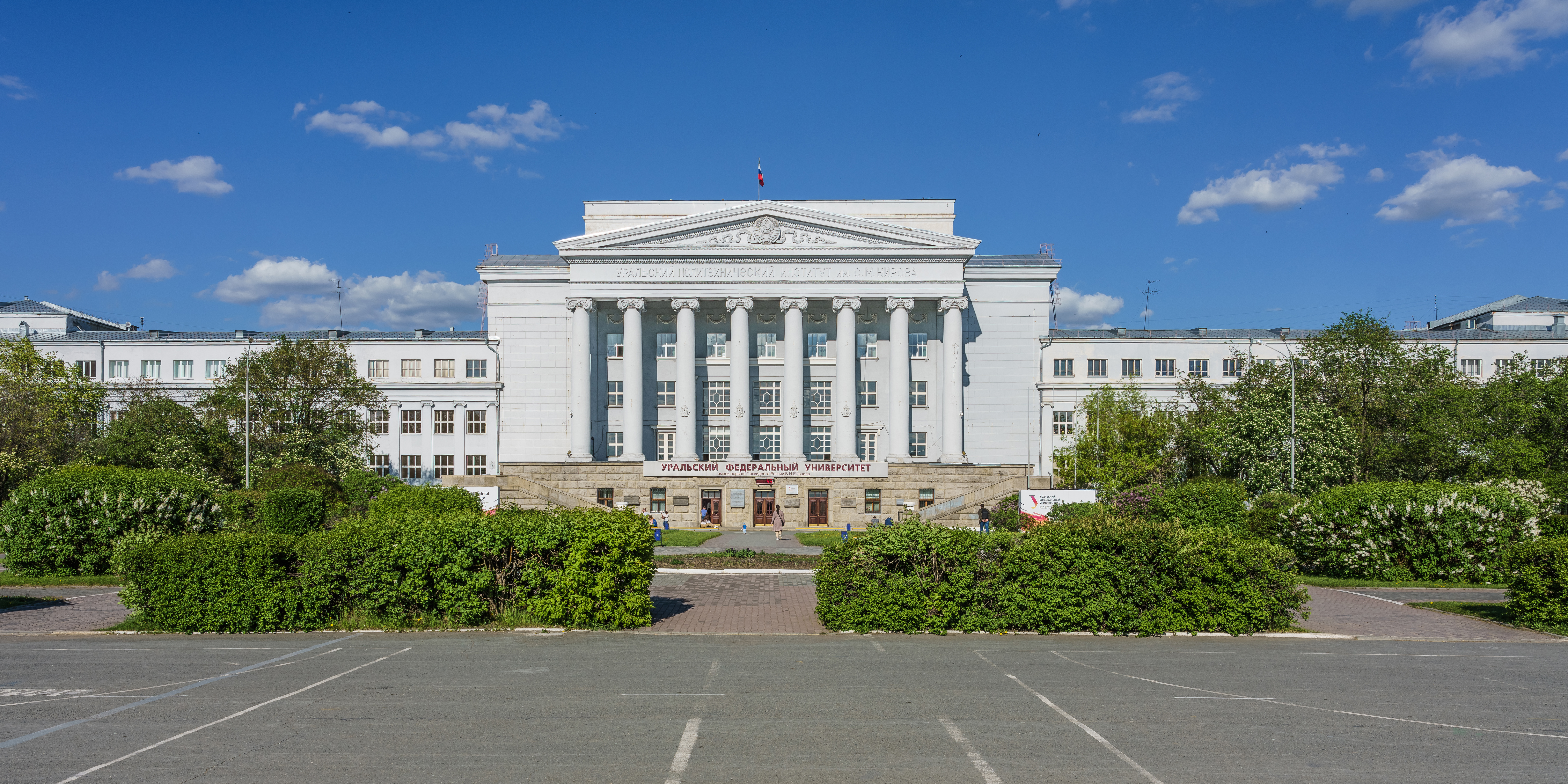
Universidad Técnica Estatal de los Urales.

El 16 de julio de 1914 se estableció la primera universidad de la ciudad, el Instituto de Minería de los Urales, fundado por el emperador Nicolás II, lo que en la actualidad es la Universidad Estatal de Minería de los Urales. El 5 de marzo de 1930, de acuerdo con la decisión de la Junta del Comisariado del Pueblo de Correos y Telecomunicaciones se fundó el primer centro para la formación de especialistas de la ciudad en el campo de las comunicaciones: la Facultad de Comunicaciones y Energía de Sverdlovsk (actualmente Instituto de Comunicaciones e Informática de los Urales). La primera universidad apareció en Ekaterimburgo después del decreto gubernamental de la República Socialista Federativa Soviética de Rusia firmado por Vladímir Lenin el 19 de octubre de 1920 en lo que hoy es la Universidad Estatal de los Urales M. Gorki.
En cuanto a los títulos expedidos por universidades de Ekaterimburgo, la ciudad se encuentra entre las punteras del país, ya que el número de graduados en universidades de Ekaterimburgo sólo es superado por el de las universidades de Moscú y San Petersburgo. En la actualidad, la ciudad cuenta con veinte universidades estatales propias, donde están matriculados más de 140 000 estudiantes. Además, la ciudad abrió catorce universidades privadas, entre ellas una agencia del gobierno local, la Academia de Arte Contemporáneo de Ekaterimburgo, y una eclesiástica, el Seminario de Ekaterimburgo.
Con sus 16 universidades públicas y academias educativas, así como por el número de instituciones de enseñanza superior privadas (2005), Ekaterimburgo es considerada el centro principal educativo y científico de los Urales.
Entre estas instituciones se encuentran la Universidad Federal de los Urales (reorganizada con la Universidad Estatal de Los Urales y la Universidad Técnica Estatal de los Urales), Universidad Estatal Pedagógica de los Urales, Universidad Estatal de Silvicultura de los Urales, Universidad Estatal de Minería de los Urales, Universidad Estatal de Transporte Ferroviario de los Urales, Universidad Estatal Rusa de Pedagogía Profesional, Universidad Estatal de Economía de los Urales, Instituto Militar de Artillería, Conservatorio Estatal de los Urales, Academia Estatal de Agricultura de los Urales, Academia Estatal de Derecho de los Urales, Academia Estatal de Medicina de los Urales, Academia Estatal de Artes Escénicas de los Urales, Academia de Servicio Público de los Urales, el Instituto de Relaciones Internacionales de Ekaterimburgo y la Academia de Arquitectura de los Urales.

### Ciencia
Ekaterimburgo es el cuarto mayor centro de investigación del país después de Moscú, San Petersburgo y Novosibirsk. La Academia Rusa de Ciencias, a través de su Campus de los Urales (UB RAS), tiene numerosos institutos de investigación científica situados en Ekaterimburgo. En total hay cuarenta y cinco institutos de investigación y cerca de cien organizaciones de diseño e ingeniería en la ciudad. En 2007, sobre la base de la Universidad Estatal de los Urales abrió sus puertas un moderno centro de nanotecnología que ya ha introducido una serie de sus desarrollos en exposiciones a nivel regional y nacional, y recibió, en marzo de 2009, el certificado de competencia de la Corporación Estatal Rusnano (Corporación Rusa de Nanotecnología).

## Transporte

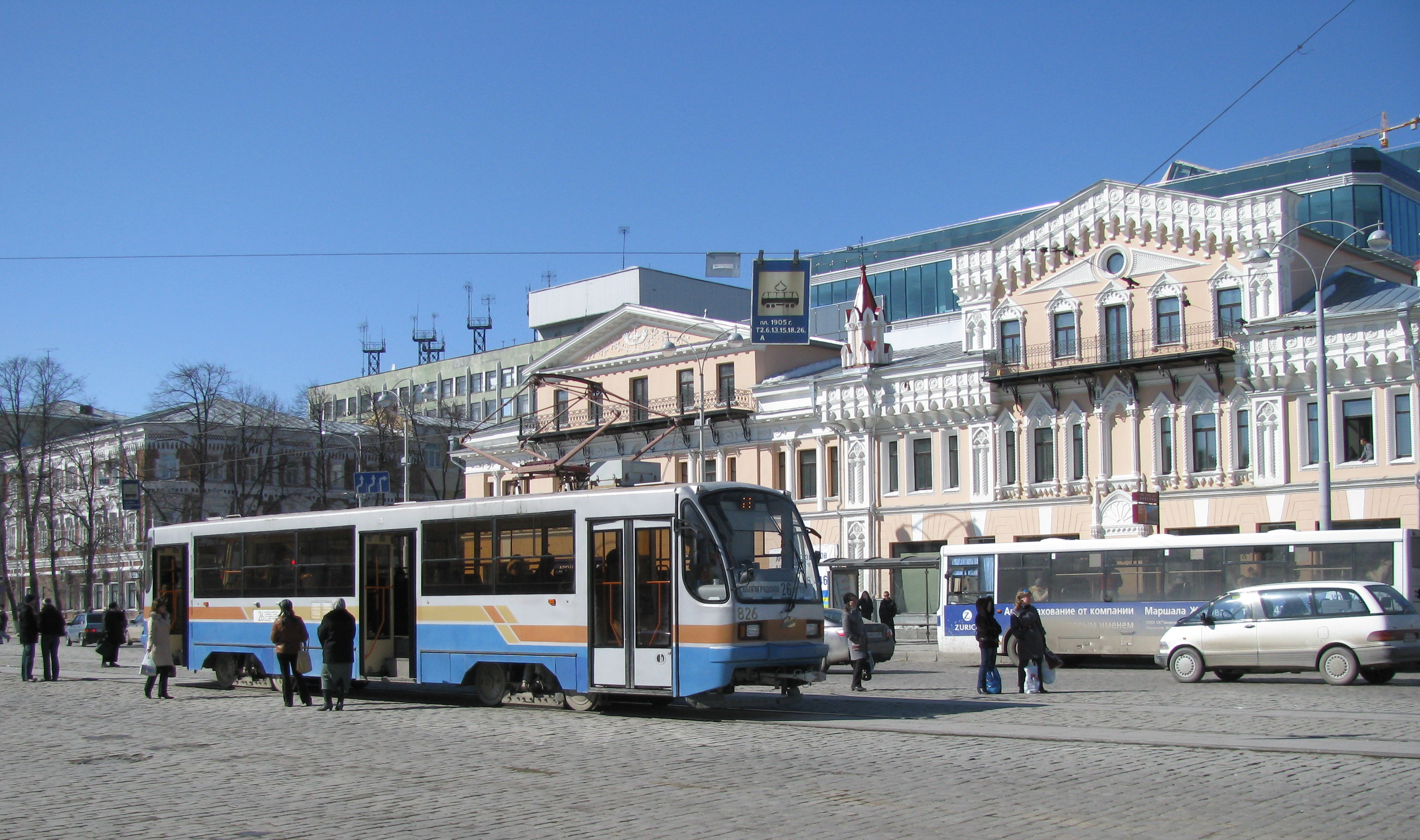
Tranvía en Ekaterimburgo.

Ekaterimburgo es el tercer mayor centro de transporte de Rusia después de Moscú y San Petersburgo. En Ekaterimburgo confluyen seis carreteras federales, siete líneas de ferrocarril —forma parte, entre otros, de la ruta de los ferrocarriles Transiberiano, Transmongoliano y Transmanchuriano— que salen desde la Estación de ferrocarril de Ekaterimburgo, y cuenta con el Aeropuerto de Ekaterimburgo-Koltsovo, el tercer aeropuerto más transitado del país. La formación de Ekaterimburgo como un importante centro de transporte regional se debe, en gran parte, a la favorable ubicación geográfica de la ciudad en una pequeña zona de los montes Urales, a través de la cual pasan las rutas que conectan la Rusia europea con Siberia.

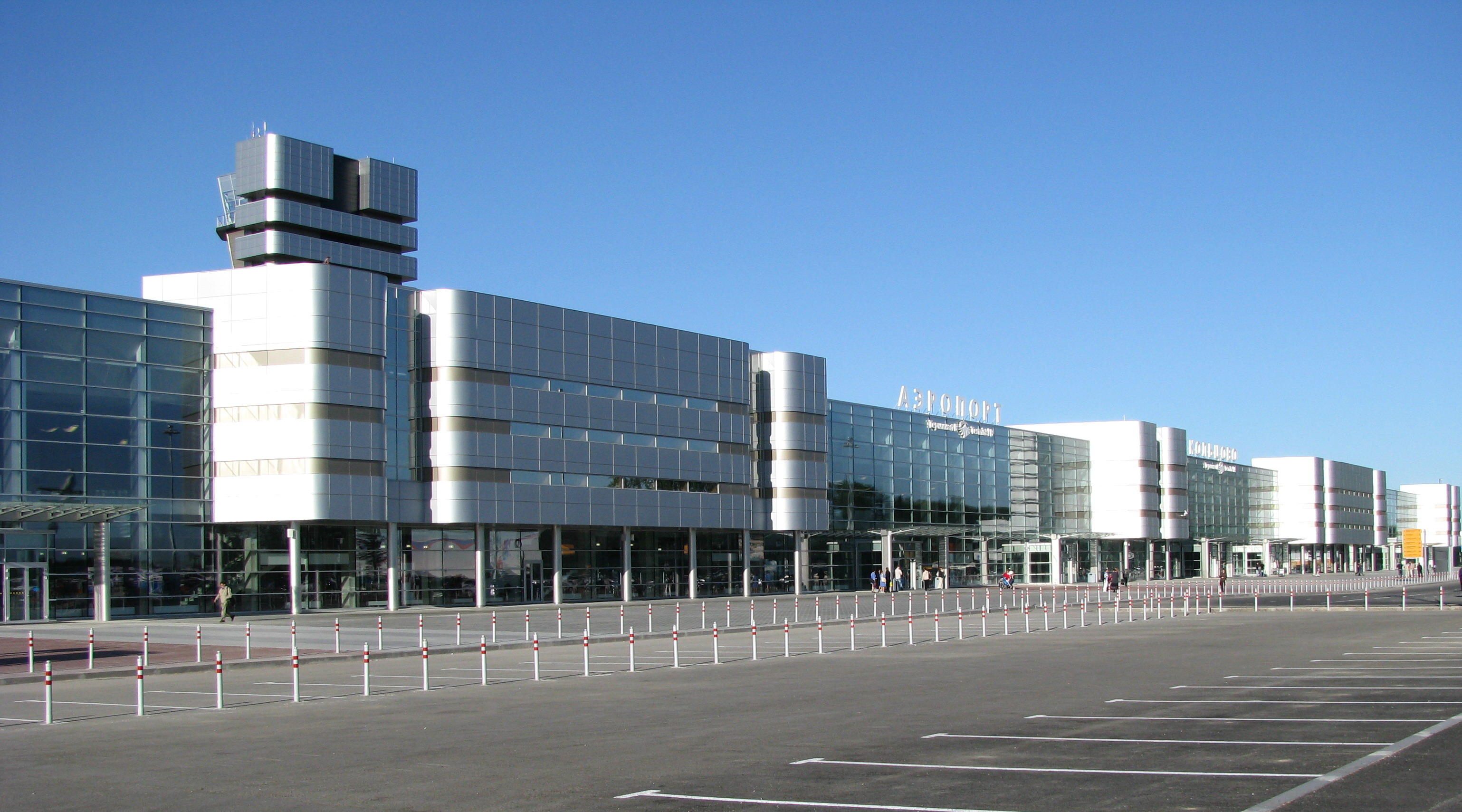
Aeropuerto de Ekaterimburgo-Koltsovo.

En la ciudad se dan prácticamente todos los tipos de transporte público. Desde 1991 los ekaterimburgueses disponen del metro de Ekaterimburgo, que cuenta con nueve estaciones repartidas por la ciudad en una sola línea. Cada año, aumenta el volumen de pasajeros en el suburbano y en 2007, se registraron 46,4 millones de pasajeros. En la actualidad es el tercer metropolitano más grande de Rusia después del Metro de Moscú y el de San Petersburgo. El tranvía en la ciudad apareció en 1929 y actualmente juega un importante papel en el sistema de transporte urbano. El volumen de pasajeros transportados al año es de 188,2 millones de personas, pero cada año que pasa su tasa se reduce y en 2003 eran 245 millones de pasajeros. A partir de 2009 operan 29 rutas con 457 vehículos. La longitud total de las rutas es de 183,2 millas.

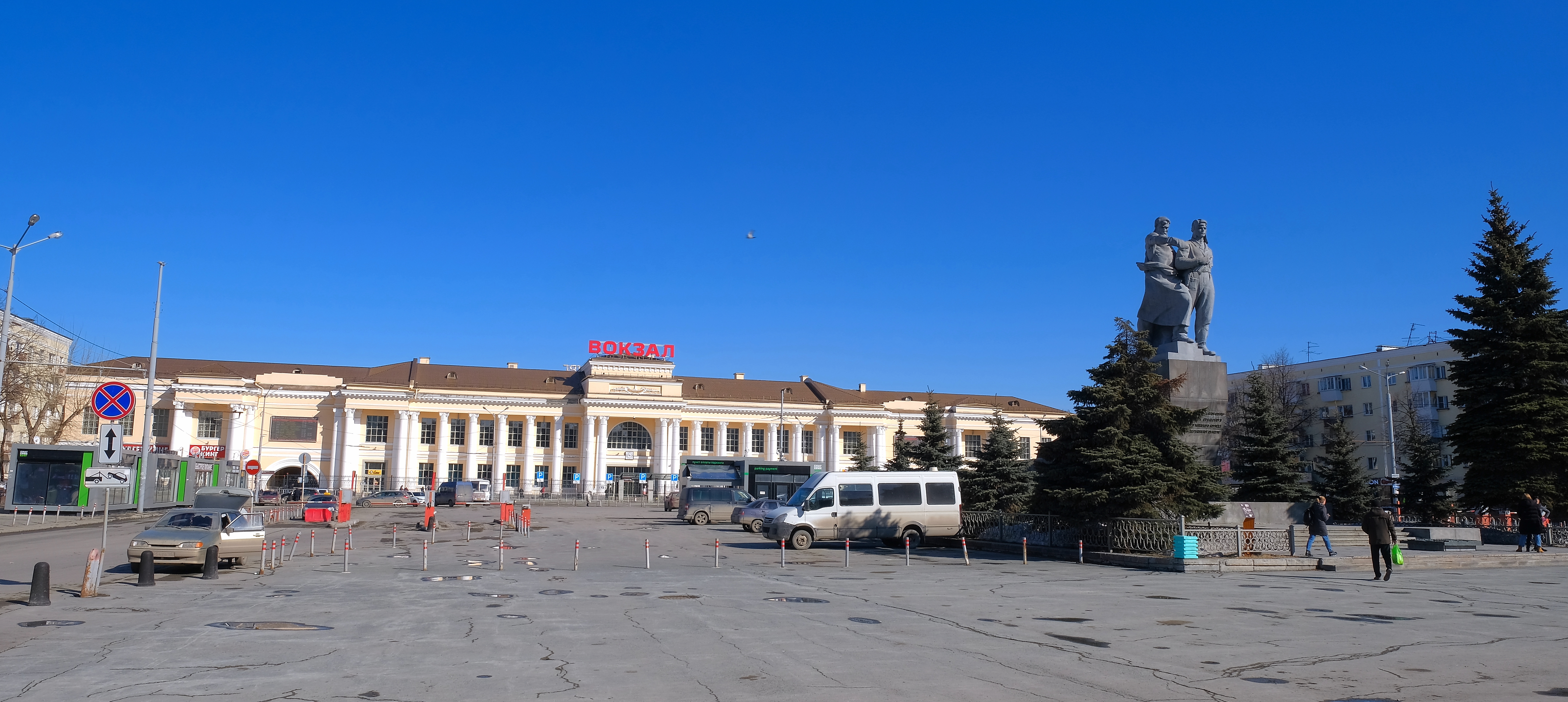
Plaza Privokzálnaya

En Ekaterimburgo, hay 45 líneas urbanas de autobuses y son más de diez las rutas comerciales. En 2007 las comunicaciones interurbanas de autobuses municipales llevaron a 114,5 millones de pasajeros (desde 2006 hasta 124,6 millones de pasajeros). La disminución se explica por el creciente papel de los taxis en el transporte de la ciudad de Ekaterimburgo. El trolebús existe en Ekaterimburgo desde 1943, dispone de 19 rutas y de 266 trolebuses. La longitud total de líneas de tranvía es de 160 km. El número de pasajeros transportados en 2007 fue de 78,4 millones, cifras inferiores a las obtenidas en 2006 cuando el total fue de 84,3 millones de pasajeros.

## Cultura

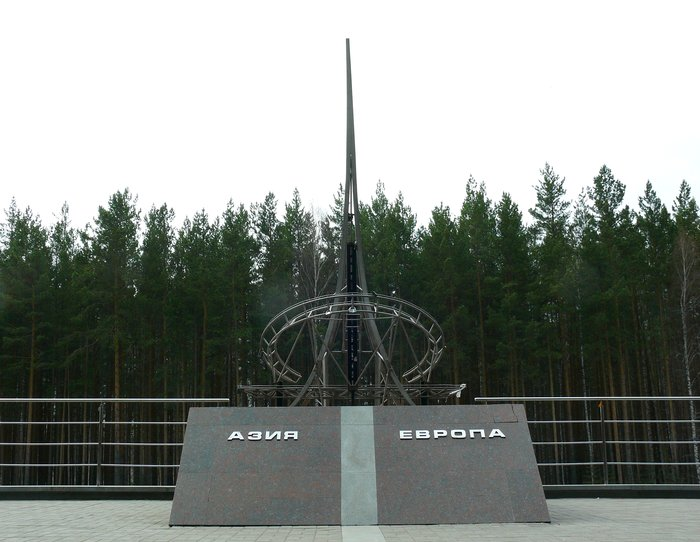
Monumento de la frontera entre Europa y Asia en Ekaterimburgo

Ekaterimburgo es un importante centro cultural del Distrito Federal de los Urales. Hay alrededor de cincuenta bibliotecas en la ciudad. Las organizaciones bibliotecarias más grandes son la Biblioteca Científica Universal del Óblast de Sverdlovsk, la Biblioteca Científica V.G. Belinsky —la biblioteca pública más grande en el Óblast de Sverdlovsk— y la Asociación de Bibliotecas Municipales, que está compuesta por 41 bibliotecas en toda la ciudad, incluida la Biblioteca Central Herzen.

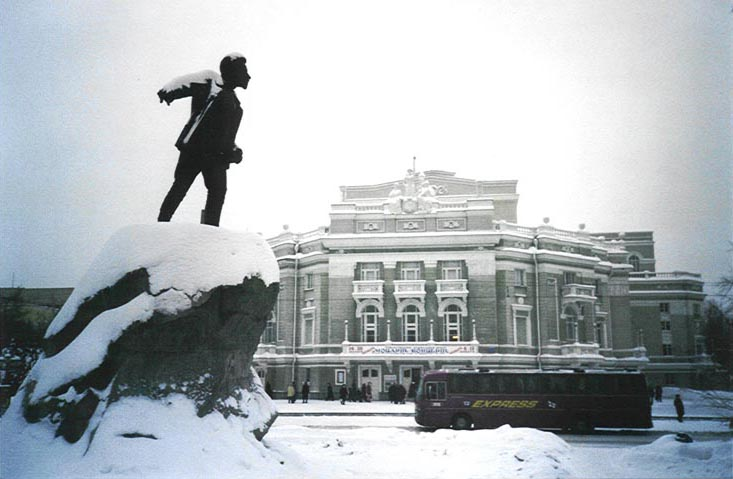
Teatro de Ópera y Ballet de Ekaterimburgo, con la estatua de Yákov Sverdlov en primer plano.

Hay alrededor de 50 museos diferentes en la ciudad. Ekaterimburgo tiene colecciones de museos únicas, como las colecciones de pinturas rusas en el Museo de Bellas Artes de Ekaterimburgo y los íconos de Neviansk en el Museo de Íconos de Neviansk, con más de 300 íconos que representan los siglos XVIII y XX en exhibición. También hay una exposición única, el pabellón de hierro fundido Kaslinski, que recibió premios en la Exposición Universal de 1900 en París. Los museos de la ciudad también tienen colecciones de joyas y adornos de piedra. El Museo Unido de Escritores de los Urales presenta exposiciones en memoria de escritores como Dmitri Mamin-Sibiryak y Pável Bazhov. También alberga la Shiguírskaya Kladóvaya (Шигирская кладовая) o Colección Shiguir, que incluye la escultura de madera más antigua conocida en el mundo. La escultura fue encontrada cerca de Neviansk y originalmente se estimó que se hizo hace aproximadamente 9500 años, pero ahora se estima que se realizó hace 11 500 años. Los museos de Ekaterimburgo participan anualmente en el evento internacional de la Noche de los Museos.
Ekaterimburgo tiene el tercer mayor número de teatros en Rusia. La influencia de la vida teatral de la ciudad fue hecha por el Teatro Académico de Arte de Moscú y el Teatro Central del Ejército Soviético cuando evacuaron a Ekaterimburgo (como Sverdlovsk) durante la Segunda Guerra Mundial, y tenían su propio teatro en la ciudad. Los teatros notables que operan en la ciudad son el Teatro de Ópera y Ballet de Ekaterimburgo, el Teatro Académico de Comedia Musical, el Teatro Dramático, el Teatro Kolyada, el Teatro Juvenil y el Teatro de Marionetas, entre otros.

### Deporte
Ekaterimburgo fue una de las sedes de la Copa Mundial de Fútbol de 2018.
Uno de los mejores equipos de baloncesto femenino de Europa, el UMMC Ekaterimburgo, es el principal equipo de la ciudad. La Final Four de la Euroliga Femenina de 2011 se disputó en el DIVS Sport Hall de Ekaterimburgo del 8 al 10 de abril, edición en la que participaron el Spartak Región de Moscú (Rusia), el Ros Casares Valencia (España) y el Halcón Avenida Salamanca (España).
| Equipo                       | Deporte            | Competición                            | Estadio                 | Creación |
| ---------------------------- | ------------------ | -------------------------------------- | ----------------------- | -------- |
| FC Ural Sverdlovsk Oblast    | Fútbol             | Primera División de Rusia              | Estadio Central         | 1930     |
| MFK Viz-Sinara Ekaterimburgo | Fútbol sala        | Superliga Rusa de Futsal               | Palacio de los Deportes | 1992     |
| UMMC Ekaterimburgo           | Baloncesto         | Liga Profesional de Baloncesto (Rusia) | DIVS                    | 1930     |
| Avtomobilist Ekaterimburgo   | Hockey sobre hielo | Liga Continental de Hockey             | KRK Uralets             | 2006     |

#### Campeonato Mundial 2018 en Ekaterimburgo
En Ekaterimburgo tuvieron lugar cuatro partidos del Campeonato Mundial de Fútbol 2018.
| Grupo А            | Grupo С          | Grupo H           | Grupo F           |
| ------------------ | ---------------- | ----------------- | ----------------- |
| Egipto 0-1 Uruguay | Francia 1-0 Perú | Japón 2-2 Senegal | México 0-3 Suecia |
| 15.06.18           | 21.06.18         | 24.06.18          | 27.06.18          |
| 17:00              | 17:00            | 20:00             | 19:00             |

Para el Campeonato Mundial de Fútbol 2018 fue realizada, entre el 7 de octubre de 2015 y el 29 de diciembre de 2017, la reconstrucción del estadio Central para ajustarlo a las exigencias de la FIFA para los campeonatos mundiales.
Igualmente será reconstruido el Parque central de la cultura y el ocio «Mayakovski», donde tendrá lugar el Festival de los Hinchas. En el territorio de más de 2 hectáreas instalarán una escena con enorme pantalla, puntos de alimentación, zona comercial y sanitaria. Para las personas con discapacidad será preparada una tribuna especial.
Para el Campeonato Mundial se llevaron a cabo varias obras en el aeropuerto Koltsovo, donde fue reconstruido el andén y la segunda pista de despegue y aterrizaje con todas las instalaciones necesarias. Además, se realizaron trabajos preparativos de la terminal de pasajeros y se modernizó la infraestructura, asimismo fue puesto en función el hangar de aviación de negocios. Gracias a las mejoras hechas para el Campeonato Mundial, la capacidad del aeropuerto creció hasta 2000 personas por hora.
Para el mejoramiento de la red de calles y carreteras en Ekaterimburgo fueron gastados 9220 millones de rublos del presupuesto provincial, 1000 millones —del presupuesto municipal y 7207 millones de rublos— de otras fuentes.

## Ciudades hermanadas
- Ferentino (Italia)
- Guangzhou (China)
- Incheon (Corea del Sur)
- Kanpur (India)
- Plzeň (República Checa)
- San José (Estados Unidos)
- Wuppertal (Alemania)